# Andexelt
Andexelt è un album in studio del gruppo musicale finlandese Circle, pubblicato nel 1999.

## Tracce
1. Andexelt
2. Odultept
3. 20milate
4. Lisääpui
5. Humusaar
6. Paljasta
7. Vereftoi
8. Kidulgos